# Anciens IV
Anciens IV beter gekend als Royal IV met stamnummer 11 was een vooraanstaande Brusselse basketbalploeg opgericht door oud-leerlingen van de Brusselse school nr 4 in de Zespenningenstraat. Deze oud-leerlingen verenigd in " L'Amicale des anciens éléves de l"école 4" waren de oprichters van een van de succesvolste Brusselse basketbalploegen. De eerste wedstrijden werden gespeeld op de schoolplaats met zelfgemaakt materiaal afkomstig van de lessen LO. Nadien werden de wedstrijden afgewerkt op een plein langs de Slachthuislaan in de buurt van het Institut des Arts et Métiers. Tijdens het seizoen 1938-1938 won Anciens IV de nationale eindronde en behaalde de eerste titel. Tijdens het seizoen 1941-1942 werd een tweede behaald onder de naam Royal IV.
Het hoogtepunt beleefde de club in de jaren 50 toen 5 verdere titels werden behaald. In de jaren 60 begon het zwaartepunt van de competitie te verhuizen van de hoofdstad naar Antwerpen. Royal IV had de keuze om voorgoed af te zakken naar de lagere afdelingen of financiële steun te gaan zoeken bij andere clubs. Royal IV ging mee in de toen heersende trend om aansluiting te zoeken bij de grotere voetbalclubs, dit resulteerde in een fusie tussen Royal IV met stamnummer 11 en SC Anderlecht stamnummer 30 onder een nieuw toegekend stamnummer 1228 met als naam Royal IV SC Anderlecht ( Royal IV SCA ).
Bij de start van het seizoen 1972-73 werd Alfons Kesteloot technisch directeur en werd de legendarische IV uit de naam verwijderd en ging de ploeg door het leven als Royal Sporting Anderlecht. De wedstrijden gingen door in de Henri Simonetzaal in het Astridpark.
Ook al lage de ambities hoog, de verwachtingen werden nooit echt ingelost, bij aanvang van het seizoen 1973-1974 werd er gekozen voor de sponsorgelden van Dhr L'Ecluse (RWDM) en verhuisde Royal Anderlecht naar Molenbeek en begon als Royal Molenbeek aan de competitie.
Bij de start van het seizoen 1977-1978 fusioneerde Royal  Molenbeek met Fresh Air stamnummer 3 tot Royal Fresh Air met stamnummer 3, het eigen stamnummer 30 werd verkocht aan Union Namur.
Sinds 2011 bestaat  Royal IV Brussels, een nieuwe club ontstaan uit de herstart van Atomia Brussel  

## Palmares
- Belgisch kampioen

Winnaar (7x): 1938/39 1941/42 1951-1952 1952-1953 1953-1954 1956-1957 1957-1958
- Beker van België

Winnaar (3x): 1960 (tegen Racing CB 58-47), 1966 ( tegen Okapi Aalst 88-68), 1967 ( tegen Avanti Brugge 70-67), 1968 ( tegen Oxaco 75-51)